# Oksydaza glukozowa

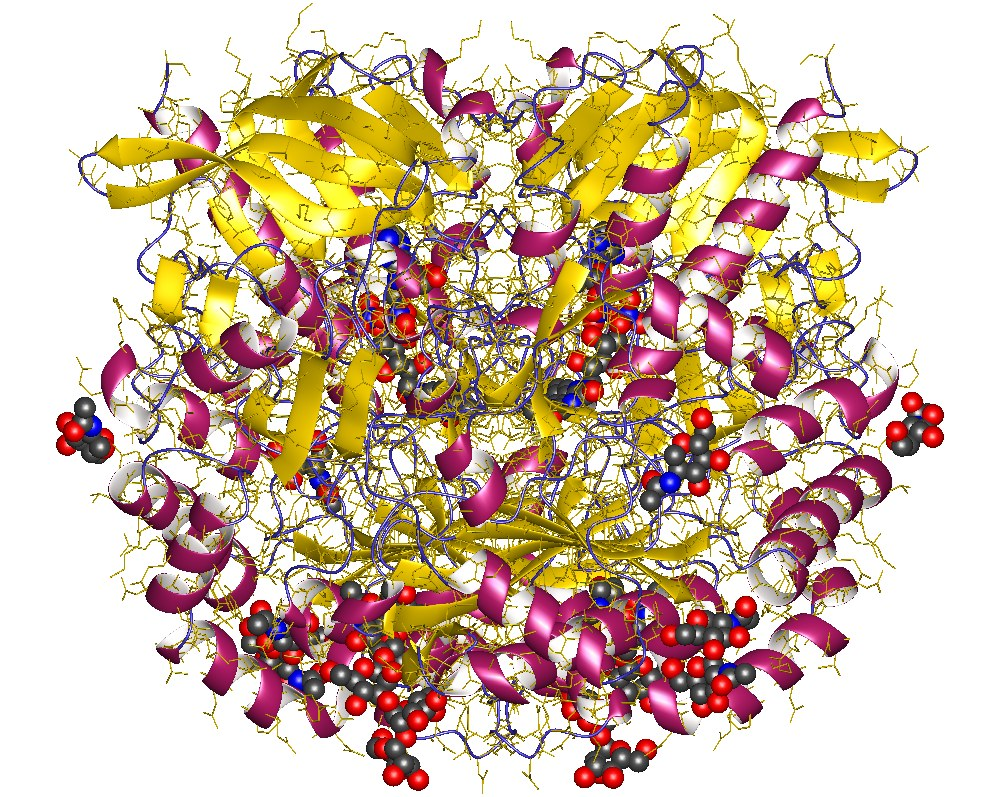
Dimer oksydazy glukozowej z Penicillium amagasakiense

Oksydaza glukozowa (EC 1.1.3.4) – enzym z klasy oksydoreduktaz, katalizujący reakcję utleniania β-D-glukopiranozy (jednej z form glukozy) do kwasu glukonowego. Ubocznym produktem reakcji jest nadtlenek wodoru. Dostępna handlowo zazwyczaj jako preparat otrzymywany z grzybów Aspergillus niger.

## Zastosowania
Oksydaza glukozowa jest dimerycznym białkiem z centrum aktywnym zawierającym FAD głęboko schowany w jego strukturze. Ogromna specyficzność tego enzymu dla D-glukozy jest wykorzystywana do wytwarzania czujników (sensorów) enzymatycznych, które są m.in. używane do oznaczania zawartości glukozy w płynach ustrojowych. Stosowana jest także w przemyśle rolno-spożywczym.